# MTORC1
mTORC1（mechanistic/mammalian target of rapamycin complex 1）は、栄養素・エネルギー・酸化還元状態のセンサーとして機能し、タンパク質合成を制御するタンパク質複合体である。
mTORC1は、mTOR、RPTOR、MLST8、PRAS40、DEPTORからなる複合体である。この複合体はmTORの古典的機能、すなわち栄養素・エネルギー・酸化還元状態のセンサー、そしてタンパク質合成の制御因子としての機能を担う。この複合体の活性は、ラパマイシン、インスリン、成長因子、ホスファチジン酸、特定のアミノ酸とその誘導体（ロイシンや3-ヒドロキシイソ吉草酸など）、機械刺激、酸化ストレスによって調節される。
mTORC1の役割はタンパク質合成の活性化である。細胞がより多くのタンパク質を合成して成長と増殖を行うためには、タンパク質産生に利用可能な資源の存在を保証しなければならない。タンパク質の産生、すなわちmTORC1の活性化のためには、mRNAの翻訳を開始するための適切なエネルギー源、栄養素、酸素、適切な成長因子が存在しなければならない。

## リソソームでの活性化

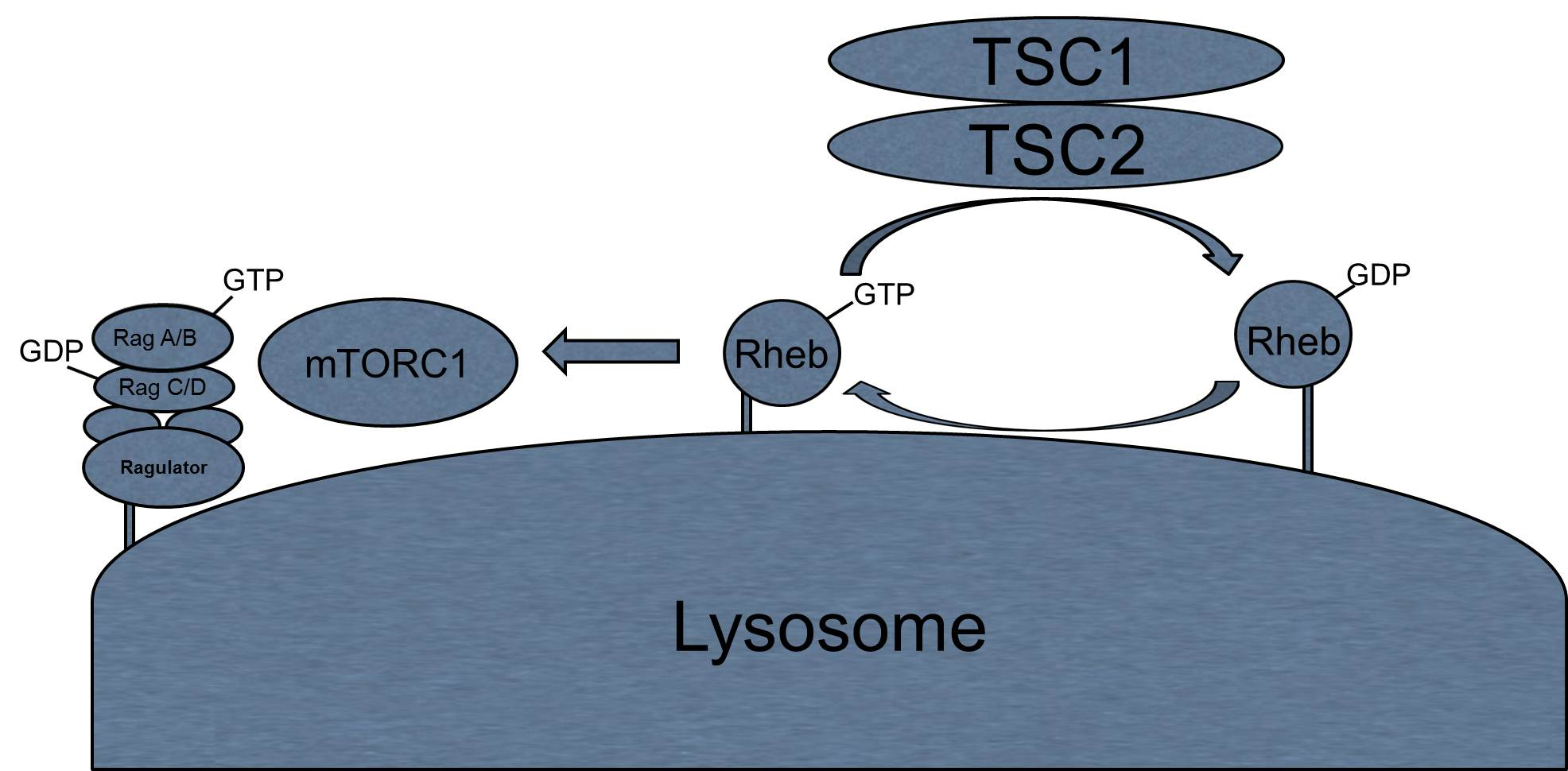
リソソームでのmTORC1の活性化

### TSC複合体
タンパク質合成に要求される因子の変動のほぼすべてが、TSC1/TSC2複合体との相互作用を介してmTORC1の活性化に影響を与える。TSC2はGTPアーゼ活性化タンパク質（GAP）であり、Rhebと呼ばれるGタンパク質と相互作用し、活性型であるRheb-GTP複合体のGTPを加水分解して不活性なRheb-GDP複合体に変換する。活性型のRheb-GTPはｍTORC1を活性化するが、その経路は未解明である。このように、mTORC1の活性化に影響する経路の多くは、TSC1/TSC2ヘテロ二量体の活性化または不活性化によって影響を及ぼす。通常、この制御は複合体のリン酸化を介して行われる。このリン酸化は、どのアミノ酸残基がリン酸化されるかに依存して、二量体の解離を引き起こしてGAP活性を喪失させる場合や、反対にGAP活性の増大をもたらす場合がある。

### Ragulator-Rag複合体
ｍTORC1は細胞内のアミノ酸レベルに応答して、リソソームの表面でRagulator-Rag複合体と相互作用する。タンパク質合成に適切なエネルギーが細胞内に存在する場合であっても、タンパク質の構成要素となるアミノ酸が存在しなければ、タンパク質合成は起こらない。アミノ酸の枯渇は、ｍTORC1が機能するために十分なエネルギーとアミノ酸の双方がそろうまで、ｍTORC1のシグナル伝達の阻害をもたらすことが示されている。枯渇細胞にアミノ酸がもたらされると、Rag GTPアーゼヘテロ二量体は活性型コンフォメーションに切り替えられる。活性型のRagヘテロ二量体はRaptorと相互作用し、Rheb-GTPが位置する後期エンドソームとリソソームの表面へmTORC1を局在させる。その結果、ｍTORC1はRhebと物理的に相互作用するようになる。こうして、アミノ酸経路や成長因子/エネルギー経路はエンドソームとリソソーム上へ収束する。

#### Ragulator-Rag複合体の調節
Ragの活性は、少なくともGATOR1、GATOR2と呼ばれる2つの高度に保存された複合体によって調節されている。GATOR1複合体にはDEPDC5、NPRL2、NPRL3が含まれ、GATOR2複合体にはMIOS、WDR24、WDR59、SEH1L、SEC13が含まれる。GATOR1はRagのサブユニットA/Bに対するGAPとしてRagを阻害し、GATOR2はDEPC5を阻害することでRagを活性化する。

## 上流のシグナル伝達

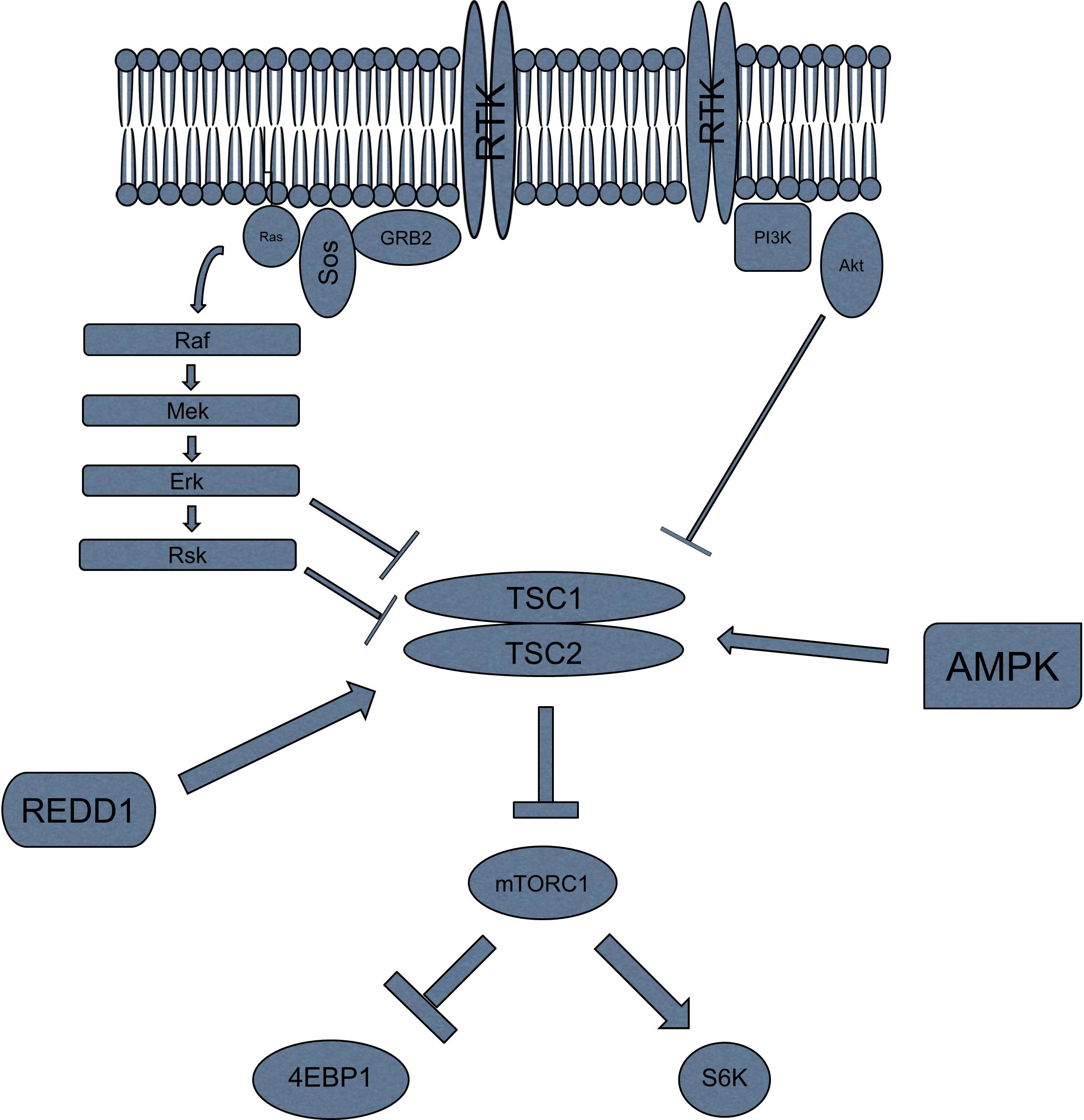
一般的なmTORC1経路

### 受容体型チロシンキナーゼ

#### Akt/PKB経路
インスリン様成長因子は、受容体型チロシンキナーゼ-Akt/PKBシグナル伝達経路を介してmTORC1を活性化する。最終的に、AktはTSC2のセリン939番、セリン981番、スレオニン1462番をリン酸化する。これらのリン酸化部位は細胞質基質のタンパク質14-3-3をTSC2にリクルートし、TSC1/TSC2二量体を破壊する。TSC2はTSC1に結合していない場合にはそのGAP活性を失い、Rheb-GTPを加水分解することができなくなる。その結果、ｍTORC1の活性化が継続され、インスリンシグナルを介したタンパク質合成が行われることとなる。
AktはPRAS40もリン酸化し、mTORC1上に位置するRaptorからの離脱を引き起こす。PRAS40はRaptorによる4E-BP1やS6K1といったmTORC1の基質のリクルートを防ぐため、PRAS40が除去されることでこれらの基質はmTORC1へリクルートされ、活性化される。
さらに、インスリンは血中グルコースの上昇に伴って膵臓のβ細胞から分泌される因子であるため、そのシグナルはタンパク質合成のエネルギーが保証されていることを意味している。mTORC1シグナルに対するネガティブフィードバックループとして、S6K1はインスリン受容体をリン酸化し、インスリンに対する感受性を阻害する。このことは、インスリン抵抗性に起因する糖尿病と深く関係している。

#### MAPK/ERK経路
IGF1などの分裂促進因子はMAPK/ERK経路を活性化し、TSC1/TSC2複合体の阻害とmTORC1の活性化を引き起こす。この経路のGタンパク質Rasはファルネシル基を介して細胞膜に固定され、不活性なGDP結合状態で存在する。近接する受容体型チロシンキナーゼに成長因子が結合すると、アダプタータンパク質GRB2がそのSH2ドメインを介して結合する。これによってSosと呼ばれるGEFがリクルートされ、Rasが活性化される。RasはRaf（MAPKKK）を活性化し、RafはMek（MAPKK）を活性化し、MekはErk（MAPK）を活性化する。ErkはRSKを活性化する。ErkはTSC2のセリン644番をリン酸化し、RSKはTSC2のスレオニン1798番をリン酸化する。これらのリン酸化はTSC1/TSC2ヘテロ二量体の解離を引き起こし、Rhebの不活性化を防ぐことでmTORCを活性状態に維持する。
RSKはRaptorもリン酸化することが示されており、PRAS40の阻害的効果への対抗を補助する。

#### JNK経路
JNKシグナル伝達は、遺伝子発現、神経発生、細胞生存と関連したストレスシグナル伝達経路に必要不可欠なMAPKシグナル伝達の一部を構成する。近年の研究では、JNKがRaptorのセリン696番、スレオニン706番、セリン863番をリン酸化するという、直接的な相互作用の存在が示されている。そのため、mTORC1の活性はJNKに依存している。JNKの活性化はS6キナーゼ（S6K）や翻訳開始因子などmTORC1の下流のエフェクターを介してタンパク質合成に関与している。

### Wnt経路
Wnt経路は個体の発生時に細胞の成長と増殖を担う。そのため、この経路の活性化はmTORC1の活性化ももたらすと推測されている。Wnt経路の活性化はGSK3Bを阻害する。Wnt経路が活性化されていないときには、GSK3BはAMPKによるTSC2のセリン1345番のリン酸化を受けてセリン1341番とセリン1337番のリン酸化を行う。GSK3Bが標的のセリン残基をリン酸化するためには、まずAMPKによるSer1345のリン酸化が必要であることが示されている。このTSC2のリン酸化はTSC複合体を活性化する。Wnt経路はこのGSK3シグナルを阻害するため、ｍTORC1は個体発生のためにタンパク質合成を活性化することができるようになる。

### サイトカイン
TNF-αなどのサイトカインは、IKKβ（IKK2）を介してmTOR活性を誘導する。IKKβはTSC1のセリン487番とセリン511番をリン酸化し、ヘテロ二量体型TSC複合体を解離させてRhebを活性型のGTP結合状態に維持する。

### エネルギーと酸素

#### エネルギー状態
翻訳が行われるためには、豊富なエネルギー源が、特にATPの形で存在することが必要である。ATPがAMPなど他の形態への加水分解のために十分なレベルで存在せず、ATPに対するAMPの比率が高くなりすぎた場合には、AMPKが活性化される。AMPKはタンパク質合成など、エネルギーを消費する経路を阻害する。
AMPKはTSC2のセリン1387番残基をリン酸化してTSC複合体のGAP活性を活性化し、Rheb-GTPからRheb-GDPへの加水分解を引き起こす。この結果ｍTORC1は不活性化され、この経路を介したタンパク質合成の促進が遮断される。
AMPKはRaptorの2か所のセリン残基もリン酸化する。リン酸化されたRaptorは14-3-3をリクルートして結合し、mTORC1に取り込まれることを防ぐ。mTORC1はRaptorがなければ基質をリクルートすることができないため、mTORC1を介したタンパク質合成の促進は行われなくなる。
LKB1（STK11）は、AMPKを活性化するがん抑制因子であることが知られている。mTORC1に関するこうした側面からの研究の進展によって、がんとの強い関連が明らかとなる可能性がある。

#### 低酸素ストレス
細胞内の酸素レベルが低い場合には、タンパク質合成の阻害によってエネルギー消費が制限される。低酸素条件下では、HIF1AはREDD1（DDIT4）の転写を活性化し安定化する。翻訳後、REDD1タンパク質はTSC2に結合し、14-3-3によるTSC複合体の阻害を防ぐ。そのため、TSCはRhebに対するGAP活性を維持し、RhebはGDP結合状態のままとなってｍTORC1は不活性となる。
低酸素ストレス下ではミトコンドリアでのATP合成が行われないため、AMPKも活性化されmTORC1の阻害が行われる。

## 下流のシグナル伝達

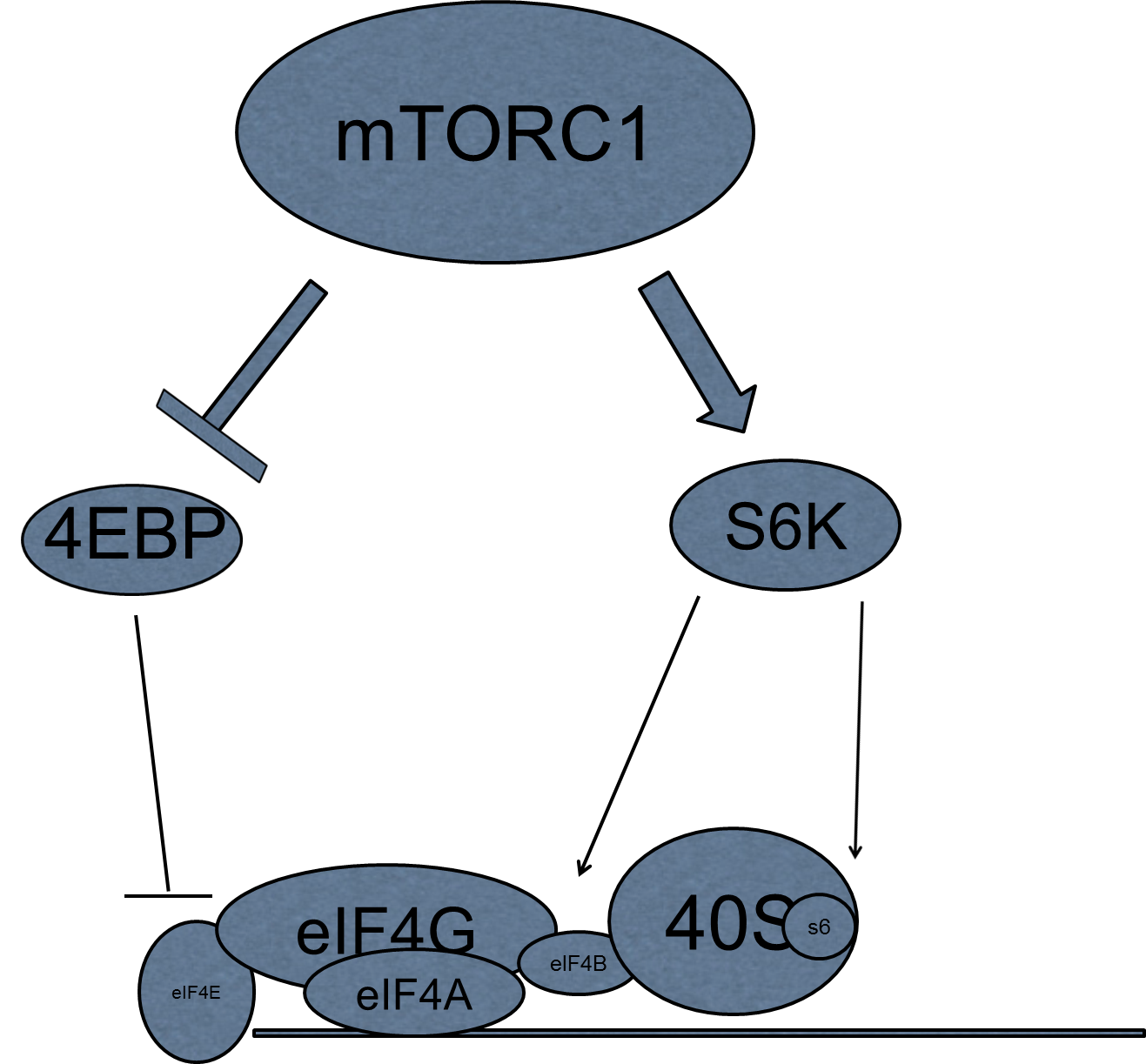
ｍTORC1の下流の過程

mTORC1はS6K1や4E-BP1との相互作用を介して、主に翻訳装置の校正用を標的とする。S6K1と4E-BP1は真核生物細胞において翻訳を調節する。これらのシグナルはmRNAの5'末端の翻訳開始複合体に収束し、翻訳を活性化する。

### 4E-BP1
活性化されたmTORC1は翻訳抑制タンパク質4E-BP1をリン酸化し、翻訳開始因子eIF4Eから解離させる。その結果、eIF4EはeIF4G、eIF4Aとともに複合体を形成できるようになる。その後、この複合体はmRNAの5'キャップに結合し、ヘリカーゼであるeIF4AとそのコファクターであるeIF4BをmRNAの5'末端へリクルートする。このヘリカーゼeIF4Aは、ｍRNAの5' UTRに形成されてタンパク質への翻訳を阻害しているヘアピンループをほどくために必要な因子である。この複合体がmRNAの5'キャップに形成されると、リボソーム40Sサブユニットがリクルートされ、eIF4AヘリカーゼがヘアピンループをほどくことでAUG開始コドンのスキャニングを行うことができるようになる。リボソームがAUGコドンに到達すると、翻訳が開始される。

### S6キナーゼ
以前の研究では、S6Kシグナルはラパマイシン依存的にmTORによって媒介されており、S6KはmTORとeIF3との結合に伴ってeIF3から解離することが示唆されていた。低リン酸化状態のS6KはeIF3足場複合体上に位置し、活性化されたmTORCはこの足場にリクルートされ、S6Kをリン酸化して活性化する。
mTORC1はS6K1の少なくとも2つの残基をリン酸化するが、最も重要な修飾はスレオニン389番に対するものである。このリン酸化は、その後のPDPK1によるリン酸化を促進する。活性化されたS6K1は、リボソームタンパク質S6（リボソームの構成要素）とeIF4Bを活性化して翻訳開始前複合体へのリクルートを引き起こし、タンパク質合成の開始を促進する。
活性化されたS6Kは足場タンパク質SKARにも結合し、エクソンジャンクション複合体（EJC）にリクルートされる。EJCは、イントロンがスプライシングによって除去された後、2つのエクソンが連結されたmRNA領域に位置している。この複合体にS6Kが結合すると、mRNAの翻訳効率が増加する。
S6K1はmTORの負の調節ドメインの2つの残基、スレオニン2446番とセリン2448番をリン酸化することでmTORの活性を促進し、ポジティブフィードバックループの形成に関与する。

## 疾患と老化における役割
mTORと老化との関連は2001年、出芽酵母Saccharomyces cerevisiaeにおけるS6KのオルソログであるSCH9の欠失によって、その寿命が2倍となることから発見された。この発見によって、上流のシグナル伝達ならびにmTORC1に対する関心は大きく高まった。そして線虫Caenorhabditis elegans、ショウジョウバエ、マウスといったモデル生物でmTORC1を阻害する研究が行われた。これらすべてのモデル生物で、mTORC1の阻害は寿命を大きく伸長した。
mTORC1の上流のシグナル伝達からは、摂食量とmTORC1活性の明確な関連が観察されている。具体的には、炭水化物の消費はIGF経路を介してmTORC1を活性化する。さらに、アミノ酸の消費は分枝鎖アミノ酸/Rag経路を介してmTORC1を刺激する。そのため摂食制限は、これらリソソームへ収束する双方の上流経路を介してmTORC1シグナルの阻害をもたらす。
摂食制限は、ヒトのモデル生物であるアカゲザルでも大きく寿命を伸長するとともに、加齢に伴う機能低下からも保護することが示されている。より具体的には、カロリー制限食を行ったアカゲザルでは、制限を行わなかったサルと比較して、心血管疾患、糖尿病、がん、老化に伴う認知機能低下の発生頻度が大きく低下した。

### オートファジー
オートファジーは真核生物における主要な分解経路であり、マクロオートファジーによって損傷したオルガネラを除去し、またミクロオートファジーによってタンパク質やより小さな細胞内の不要物を除去する、必要不可欠な経路である。オートファジーは、細胞が老廃物や損傷した物質をより小さな構成要素へと分解してリサイクルする方法の1つであり、新たな健康な細胞構造の再合成を可能にするとともに、タンパク質凝集体や損傷したオルガネラを除去して細胞の機能不全を防ぐ。
mTORC1は活性化に伴ってATG13をリン酸化し、ULK1キナーゼ複合体への取り込みを防ぐ。ULK1複合体はULK1（Atg1）、FIP200（酵母ではAtg17）、ATG101を含む複合体であり、ATG13の取り込みの防止によってこの複合体の細胞膜のプレオートファゴソーム構造体へのリクルートが防がれ、オートファジーが阻害される。
mTORC1はオートファジーを阻害する一方で、それと同時にタンパク質合成や細胞増殖を促進するため、損傷したタンパク質やオルガネラが蓄積し、細胞レベルでの損傷に寄与する。オートファジーは加齢とともに低下すると考えられているため、オートファジーの活性化はヒトの寿命の伸長の助けとなる可能性がある。オートファジー過程の問題は、糖尿病、心血管疾患、神経変性疾患やがんと関連している。

### リソソームの損傷
mTORC1はリソソーム上に位置し、リソソーム膜が損傷した際にはGALTORと呼ばれるタンパク質複合体によって阻害される。GALTORにはガレクチン8と呼ばれる胞質レクチンでがまれ、正常時にはリソソーム内腔を向いている、はずである露出した複合糖質に結合することで損傷したリソソーム膜を認識する。恒常的条件下では、ガレクチン8は活性型のmTORと結合している。膜損傷後にはガレクチン8はmTORとは相互作用せず、SLC38A9、RRAGA/RRAGB、LAMTOR1（Ragulatorの構成要素）を含む複合体へ切り替えられてmTORを阻害する。mTORの阻害はオートファジーを活性化し、リソファジー（lysophagy）と呼ばれる、損傷リソソームを除去する品質管理プログラムを開始する。

### 活性酸素種
活性酸素種は細胞内のDNAやタンパク質を損傷する。活性酸素種の大部分はミトコンドリアに由来するものである。
酵母でのTOR1遺伝子の欠失は、電子伝達系に関与する複合体をコードするミトコンドリア遺伝子の翻訳の亢進によって、ミトコンドリアでの細胞呼吸の増大をもたらす。電子伝達系が効率的に機能しない場合には、酸素分子が還元されずに蓄積し、活性酸素種の産生が開始される。がん細胞もmTORC1レベルが高い細胞も、ATPの産生をミトコンドリア内膜での酸化的リン酸化よりも細胞質での解糖系に依存していることは注目に値する。
mTORCの阻害は、活性酸素種の増加に応答して親電子性物質応答エレメントや抗酸化物質の発現を調節する転写因子をコードする、NFE2L2（NRF2）遺伝子の転写を増加させることが示されている。
内皮細胞において、AMPKによって誘導されたeNOSはmTORC1を調節することが示されている。他の細胞種とは異なり、内皮ではeNOSはmTORC1を誘導し、この経路はミトコンドリア生合成に必要である。

### 幹細胞
体内での幹細胞の維持は、早期老化の予防を補助することが示されている。mTORC1の活性は幹細胞の成長と増殖に重要な役割を果たしている。mTORC1のノックアウトは栄養芽層の発生の欠損のために胚性致死となる。幹細胞のラパマイシン処理はその増殖を遅らせ、幹細胞を未分化状態に維持する。
mTORC1は造血幹細胞の分化と増殖に関与している。mTORC1のアップレギュレーションは、造血幹細胞の早期老化を引き起こすことが示されている。逆に、mTORの阻害によって造血幹細胞系統は回復し、再生する。造血幹細胞の増殖と分化に対するmTORC1阻害の機構は完全には解明されていない。
ラパマイシンは臨床において免疫抑制剤として利用されており、T細胞やB細胞の増殖を防ぐ効果を持つ。ラパマイシンは免疫抑制剤として承認されているにもかかわらず、mTORC1の阻害は機能的なメモリーT細胞の量と質を改善する。ラパマイシンによるmTORC1の阻害は、T細胞発生の増殖期（expansion phase）にナイーブT細胞がメモリー前駆細胞になる能力を向上させ、収縮期（contraction phase）に成熟したT細胞になるメモリーT細胞の品質を向上させる。また、ラパマイシンによるmTORC1の阻害は、老齢マウスにおけるB細胞の劇的な増加による免疫系機能の向上とも関連している。こうしたラパマイシンによる免疫抑制と矛盾する効果は、制御性T細胞との相互作用など、いくつかの理由と関連付けられている。

## 生体分子標的として

### 活性化剤
NMDA受容体拮抗薬であるケタミンは脳の内側前頭前野（mPFC）においてmTORC1経路を活性化することが知られており、ケタミンの即効性の抗うつ効果の媒介に必須の下流機構となっている。NV-5138はセストリン2のリガンドかつモジュレーターである。セストリン2はロイシンのアミノ酸センサーで、mTORC1の上流の調節経路であり、NV-5138はうつ病の治療薬としての開発が行われている。この薬剤はmPFCなどにおいてmTORC1経路を直接かつ選択的に活性化し、ケタミンと同様の即効性の抗うつ効果を示すことが知られている。

### 阻害剤
EGCG、レスベラトロール、クルクミン、カフェイン、アルコールなど、食品中のいくつかの成分がmTORC1シグナル伝達を阻害することが示唆されている。

#### 第1世代医薬品
mTORC1がラパマイシンの標的として発見されたことを考えると、ラパマイシンは最初に発見されたmTORC1阻害剤であるといえる。ラパマイシンは細胞質のFKBP12に結合して足場分子として機能し、このタンパク質をmTORC1のFRBドメイン（FKBP12-rapamycin binding domain）にドッキングさせる。FKBP12-ラパマイシン複合体のFRBドメインへの結合はmTORC1を阻害するが、その機構は未解明である。ラパマイシンは一部の培養細胞株や組織、特にFKBP12を高レベルで、そしてFKBP51を低レベルで発現している場合には、mTORC2も阻害する。
ラパマイシン自体は水溶性や安定性が非常に高いわけではないため、こうした問題を克服したラパログ（rapalog）と呼ばれるラパマイシンアナログが開発されている。こうした薬剤は第1世代のmTOR阻害薬とみなされている。こうした阻害薬には、エベロリムスやテムシロリムスなどがある。親化合物であるラパマイシンと比較して、エベロリムスはmTORC1に対する選択性がより高く、mTORC2にはほとんど影響を与えない。エベロリムスによるｍTORC1の阻害は、腫瘍血管を正常化し、腫瘍浸潤リンパ球を増加させ、養子免疫療法の効果を改善することが示されている。
シロリムス（ラパマイシンの医薬品としての名称）は、腎臓移植患者の拒絶反応の予防薬として1999年にFDAの承認を受けている。また2003年、将来的な心臓発作の防止のために動脈を広げるステントに塗布する薬剤として承認された。2007年からは、mTORC1阻害薬は腎細胞がんなどのがん治療薬として承認され始めた。2008年にはマントル細胞リンパ腫の治療薬として承認された。ｍTORC1阻害薬は膵臓がんの治療薬としても承認され、2010年には結節性硬化症の治療薬としても承認された。

#### 第2世代医薬品
第2世代の阻害薬は、第1世代阻害薬の使用に伴う上流のシグナル伝達の問題を克服すべく創出された。第1世代阻害薬の問題の1つはリン酸化S6Kによるネガティブフィードバックの存在に関するものであり、S6Kはインスリン受容体をリン酸化によって阻害する。mTORC1の阻害によってこのネガティブフィードバックループが存在しなくなった場合、mTORC1の上流の調節因子は正常なmTORC1活性存在下よりも強く活性化されることとなる。他の問題は、mTORC2はラパマイシンに耐性があり、これもまたAktの活性化によってmTORC1の上流で機能することである。そのため、ラパマイシンやラパログによる阻害時にはmTORC1の上流のシグナル伝達は非常に活性が高いままとなる。また、ラパマイシンとそのアナログには副作用として、活性化されたイムノフィリンであるFKBP12への結合によって引き起こされる血液凝固抑制作用があり、ゲダトリシブ、WYE-687、XL-388など構造的に無関係なmTORC阻害薬ではこうした作用は見られない。
第2世代阻害薬は、mTORタンパク質自身のキナーゼドメインのATP結合モチーフに結合し、双方のmTOR複合体の活性を遮断する。さらに、mTORとPI3KはどちらもPI3K関連キナーゼ（PIKK）ファミリーのキナーゼであるため、一部の第2世代阻害薬はmTOR複合体とPI3Kを二重に阻害する機能を持つ。PI3KもまたmTORC1の上流で作用する因子である。

#### 第3世代医薬品
第3世代の阻害薬は、ラパマイシンやそのアナログにはmTORC1の直接的な阻害ではなく、mTORC2に対するオフターゲット阻害を原因とする多くの副作用がみられることが判明した後に創出された。DL101などのラパマイシンアナログは、シロリムスよりもmTORC1に対する選択性が高く、マウスでは副作用が低減されることが示されている。新規作用機序によるmTORC1阻害薬も開発されており、例えば、PRAS40由来ペプチドやHY-124798などの低分子はmTORC1とその内因性活性化因子であるRhebとの相互作用を阻害する。NV-5440やNV-6297など、一部のグルコーストランスポーター阻害薬もmTORC1に対する選択性を示す。
1970年以降、mTOR阻害薬の臨床試験は1,300以上行われている。